# Análise do comportamento aplicada
Análise Comportamental Aplicada (ABA), também chamada de engenharia comportamental, é uma disciplina científica que aplica os princípios de aprendizagem com base no condicionamento respondente e operante para mudar o comportamento de significância social. ABA é a forma aplicada de análise comportamental; as outras duas são o behaviorismo radical (ou a filosofia da ciência) e a análise experimental do comportamento (ou pesquisa experimental básica).
O termo análise comportamental aplicada substituiu a modificação comportamental porque a esta sugeria mudar o comportamento sem esclarecer as interações relevantes entre comportamento e ambiente. Em contraste, a ABA muda o comportamento avaliando primeiro a relação funcional entre um comportamento alvo e o ambiente, um processo conhecido como avaliação comportamental funcional. Além disso, a abordagem busca desenvolver alternativas socialmente aceitáveis para comportamentos mal-adaptativos, geralmente por meio da administração de contingências de reforço diferencial.

### ABA e autismo
Embora os provedores de serviços comumente implementem intervenções empiricamente validadas para indivíduos autistas, a ABA tem sido utilizada em uma série de outras áreas, incluindo comportamento animal aplicado, gerenciamento de comportamento organizacional, abuso de substâncias, gerenciamento de comportamento em salas de aula, terapia de aceitação e compromisso, exercícios atléticos, entre outros.
Apesar de ser conhecida como "terapia" por muitas famílias que estão buscando entender mais sobre intervenções baseadas em práticas científicas, a ABA é uma ciência diretamente ligada a outras frentes como Behavorismo Radical e Análise Experimental do Comportamento. Atualmente, a ciência ABA é uma das mais recomendadas por especialistas, sendo a ciência de aprendizagem recomenda pela Organização Mundial da Saúde para pessoas com desenvolvimento atípico, especialmente o autismo.
Os primeiros estudos envolvendo essa ciência no tratamento de crianças com distúrbios do desenvolvimento foi feito nos anos 1960. Já no ano de 1987, o psicólogo clínico Ivar Lovaas, publicou um novo estudo que apontava importantes ganhos com o uso dos princípios da ABA no ensino de crianças diagnosticadas com Transtorno do Espectro do Autismo (TEA).
Há uma oposição substancial do Movimento de direitos dos autistas à sua aplicação, devido à percepção de que ele enfatiza a normalização em vez da aceitação e seu potencial para causar danos.